# Oar lactea
Oar lactea är en fjärilsart som beskrevs av Lucas 1948. Oar lactea ingår i släktet Oar och familjen mätare. Inga underarter finns listade i Catalogue of Life.